# Valencia de Don Juan
Valencia de Don Juan település Spanyolországban, León tartományban. Lakosainak száma 5094 fő (2024).

## Földrajza
Valencia de Don Juan San Millán de los Caballeros, Villamañán, Fresno de la Vega, Pajares de los Oteros, Villabraz, Villaornate y Castro, Toral de los Guzmanes és Villademor de la Vega községekkel határos.

## Testvértelepülések
- Oviedo

## Népesség
A település lakosságának változását az alábbi diagram mutatja:
| Lakosok száma | 4060 | 4165 | 4565 | 5083 | 5184 | 5204 | 5201 | 5351 | 5176 | 5094 |
|               | 2001 | 2004 | 2007 | 2009 | 2012 | 2014 | 2017 | 2019 | 2022 | 2024 |